# Boris Taggo
Boris Christianowicz Taggo (Nowosadow), ros. Борис Христианович Тагго (Новосадов) (ur. 4 sierpnia 1907 w Petersburgu, zm. pod koniec 1945 r. w Leningradzie) – rosyjski emigracyjny dziennikarz, pisarz, publicysta i poeta, redaktor prasy kolaboracyjnej podczas II wojny światowej
Pochodził z rodziny estońsko-rosyjskiej. Ukończył 5 gimnazjum miejskie w Piotrogradzie. Na pocz. 1920 r. jego rodzina wyjechała z Rosji do Estonii. W 1924 r. B. Ch. Taggo ukończył kurs gimnazjalny w Parnawie, po czym zdał egzamin maturalny. W maju 1931 r. ukończył studia filizoficzne na uniwersytecie w Tartu. Podczas studiów należał do „Cechu Poetów”. Był poetą-futurystą. Od 1932 r. był dziennikarzem w estońskiej gazecie „Pärnu Päevaleht”. W 1935 r. zamieszkał w Tallinnie, gdzie został agentem handlowym wydawnictwa moskiewskiego „Mieżdunarodnaja kniga” zajmującym się dystrybucją sowieckiej literatury. Ponadto brał udział w spotkaniach „Cechu Poetów” w Rewlu. Pisał wówczas wiersze pod pseudonimem literackim „B. Nowosadow”. W 1936 r. opublikowano jego pierwszą książkę pt. „Szerszawyje wirszy”. W 1938 r. wyszła druga książka pt. „Po sledam biezdomnych aonid”, zawierająca wiersze z lat 1935–1938. Boris Ch. Taggo pracował w piśmie „Новь”. Współpracował z pismem „Żurnał Sodrużestwa”, wychodzącym w Wyborgu. Publikował wiersze w różnych czasopismach i gazetach. Od maja 1939 r. pracował jako tłumacz w sowieckim przedstawicielstwie handlowym. Po zajęciu Estonii przez Armię Czerwoną w poł. 1940 r., był pracownikiem organizacji handlowej „Eksportles”, następnie został tłumaczem w narkomacie goskontrolia. W początkowym okresie niemieckiej okupacji redagował od końca 1941 r. ukazującą się początkowo w Pieczorach rosyjską gazetę „Nowoje wriemia”, zaś od 1942 r. pełnił w jej redakcji w Tartu funkcję zastępcy redaktora naczelnego. Po powrocie Armii Czerwonej do Estonii w 1944 r., został aresztowany przez NKWD. W kwietniu 1945 r. skazano go po procesie na karę 10 lat więzienia. Zmarł kilka miesięcy później w szpitalu więziennym w Leningradzie.